# Spaniocelyphus burmanus
Spaniocelyphus burmanus är en tvåvingeart som beskrevs av Datta 1987. Spaniocelyphus burmanus ingår i släktet Spaniocelyphus och familjen Celyphidae.
Artens utbredningsområde är Myanmar. Inga underarter finns listade i Catalogue of Life.